# Sergio Vargas (Fußballspieler, 1965)
Sergio Bernabé Vargas Buscalia (* 17. August 1965 in Chacabuco) ist ein ehemaliger argentinischer Fußballspieler, der auch die chilenische Nationalität besitzt. Der Torwart mit dem Spitznamen Superman gewann mit CA Independiente und Universidad de Chile sieben Titel, unter anderem die Copa Libertadores 1984. Für die Nationalmannschaft spielte Vargas 10-mal und nahm an der Copa América 2001 teil.

## Karriere

### Vereinskarriere
Vargas begann seine Karriere bei CA Independiente, nachdem er mit 13 Jahren in die Jugend des Klubs gekommen war. In seiner ersten Saison bei den Profis gewann er 1984 mit 1:0-Erfolg über den FC Liverpool auch den Weltpokal, auch wenn er nur zu einem Ligaeinsatz kam. In der Saison 86/87 wurde Vargas Stammtorwart und gewann 1988/89 die argentinische Meisterschaft. Nach über 100 Ligaeinsätzen wechselte er 1991 zum Club Sport Emelec aus Ecuador. Vargas verließ den Verein jedoch nach einer Saison, um zu Universidad de Chile zu wechseln. Vargas verhalf La U zusammen mit anderen Spielern wie Luis Musrri, Rogelio Delgado, Esteban Valencia, Marcelo Salas und Rodrigo Goldberg 1994 zur ersten Meisterschaft seit 1969 vom legendären Ballet Azul. Dieser Titel läutete eine Ära beim Klub aus der Hauptstadt ein, die drei weitere Meisterschaften und zwei Pokalsiege bis 2000 holten. Vargas, der mittlerweile die chilenische Staatsangehörigkeit angenommen hatte, wechselte 2003 nach 428 Ligaspielen für Universidad de Chile zu Unión Española, nachdem der Präsident von Universidad René Orozco seinen Vertrag nicht verlängert hatte. 2004 ging er zu PSM Makassar nach Indonesien, wo er 2005 seine Karriere beendete.

### Nationalmannschaftskarriere
Für die chilenische Nationalmannschaft spielte Sergio Vargas erstmals im April 2001 bei der Qualifikation zur Fußball-Weltmeisterschaft 2002 gegen Uruguay, das Chile mit 0:1 verlor. Auch sein zweites Länderspiel, ebenfalls ein Qualifikationsspiel für das Turnier 2002, ging mit einer 0:1-Niederlage zu Ende, allerdings konnte sich Vargas für die Copa América 2001 empfehlen. Dort absolvierte er alle drei Gruppenspiele und das Viertelfinale, in dem Chile gegen Mexiko mit einer 0:2-Niederlage aus dem Turnier ausschied. 
Nach der Copa América in Kolumbien spielte Superman noch ein Freundschaftsspiel und weitere Qualifikationsspiele zur Weltmeisterschaft 2002, für die sich Chile allerdings nicht qualifizieren konnte. Das 0:0-Unentschieden gegen Ecuador am 14. November 2001 war zugleich das zehnte und letzte Länderspiel von Sergio Vargas.

## Trainerkarriere
Im Jahr 2010 begann Sergio Vargas seine Trainerkarriere beim Sportverein Jugendland Fußball in der chilenischen Tercera B. Im Folgejahr wechselte er zu Deportes Temuco in die Tercera A.
Für die Saison 2014 wurde Vargas von Curicó Unido in der Primera B verpflichtet und 2015 trainierte er Trasandino in der Segunda División.
Darüber hinaus war Vargas zwei Mal als Sportdirektor von Universidad de Chile tätig: direkt nach Karriereende von 2006 bis 2007 und von 2019 bis 2021 an der Seite von Rodrigo Goldberg.
Im Januar 2023 übernahm er die Position des Sportmanagers von AC Barnechea.

## Erfolge

### Spieler
CF Universidad de Chile
- Chilenischer Meister (4): 1994, 1995, 1999, 2000
- Chilenischer Pokalsieger (2): 1998, 2000

CA Independiente
- Argentinischer Meister: 1988/89
- Sieger der Copa Libertadores: 1984
- Weltpokal-Sieger: 1984